# Jochen Danninger

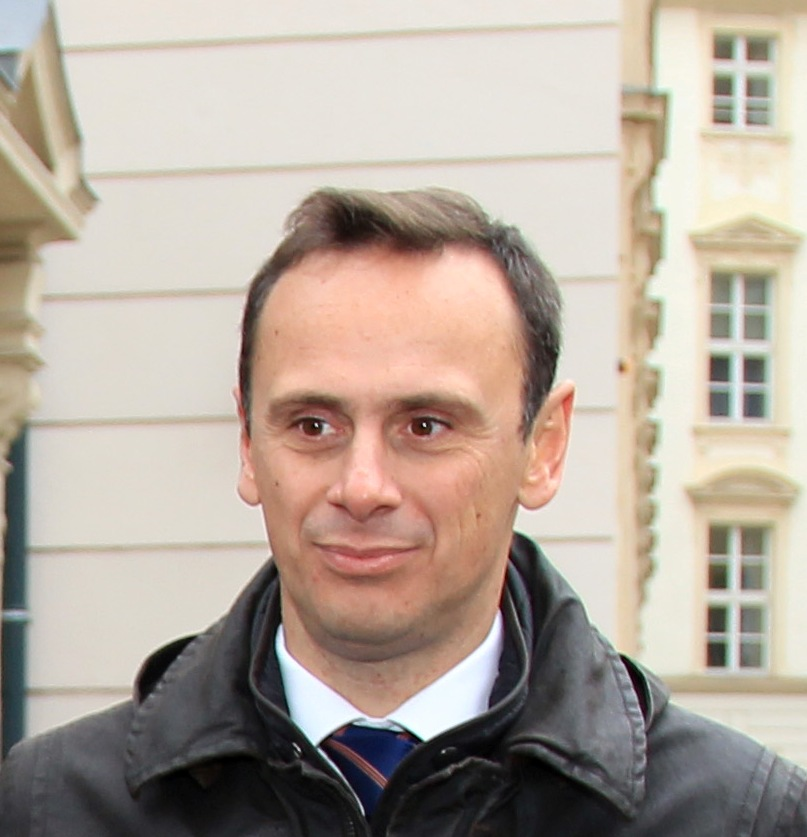
Jochen Danninger am Nationalfeiertag 2012

Jochen Danninger (* 19. Mai 1975 in Ried im Innkreis, Oberösterreich) ist österreichischer Politiker (ÖVP) und war ab 23. März 2023 Klubobmann der Volkspartei Niederösterreich im Niederösterreichischen Landtag. Von 2020 bis 2023 war er Landesrat für Wirtschaft, Tourismus und Sport in der Landesregierung Mikl-Leitner II, sowie von Dezember 2013 bis August 2014 Staatssekretär im Finanzministerium (Bundesregierung Faymann II).

## Leben
Danninger absolvierte das Studium der Rechtswissenschaften an der Universität Wien. Nachdem Danninger im Jahr 2001 sein Gerichtsjahr am Oberlandesgericht Wien absolviert hatte, arbeitete er im Rahmen des Traineeprogramms der Industriellenvereinigung als Assistent von Paul Rübig in Brüssel. Nach seinem Engagement im Nationalratswahlkampf 2002 wechselte er 2003 als Mitarbeiter zu Nationalratspräsident Andreas Khol ins Österreichische Parlament. Als im Jahr 2006 Michael Spindelegger zum Zweiten Nationalratspräsidenten gewählt wurde, betraute er Danninger mit der Leitung seines Büros.
Im Jahr 2009 wechselte Jochen Danninger ins Bundesministerium für europäische und internationale Angelegenheiten, wo er die Position des Kabinettchefs bekleidete. In den dem Nationalratswahlkampf 2013 nachgelagerten Regierungsverhandlungen nahm Danninger eine zentrale Rolle ein. Als Koordinator der Regierungsverhandlungen für die ÖVP liefen bei ihm alle Fäden zusammen.
Am 16. Dezember 2013 wurde Jochen Danninger als Staatssekretär für Finanzen der Regierung Kabinett Faymann II angelobt. Auf Kritik stieß der Umstand, dass mit Danninger, Finanzminister Michael Spindelegger und der SPÖ-Staatssekretärin Sonja Steßl keiner der drei politisch Verantwortlichen im Finanzministerium eine ökonomische Ausbildung hat. Bis zu seiner Ernennung zum Staatssekretär für Finanzen trat er medial kaum in Erscheinung. Im August 2014 schied er im Zuge der Regierungsumbildung nach dem Rücktritt von Finanzminister Michael Spindelegger aus dieser Funktion aus. Auch seine Tätigkeit als Regierungskoordinator der ÖVP legte Danninger zurück. Seit Jänner 2015 ist er für den Bereich Nachhaltigkeit und Corporate Social Responsibility bei der im Eigentum des Landes Niederösterreich befindlichen Hypo Noe Gruppe verantwortlich. Ab September 2017 wechselte er als kaufmännischer Geschäftsführer zur Ecoplus.
Am 20. Dezember 2019 wurde bekannt, dass er Ende Februar 2020 auf Petra Bohuslav, die von Bundesminister Alexander Schallenberg zur kaufmännischen Geschäftsführerin der Wiener Staatsoper bestellt wurde, als Landesrat in der Landesregierung Mikl-Leitner II nachfolgen soll.
Im Mai 2025 wurde er als Nachfolger von Wolfgang Hattmannsdorfer zum Generalsekretär der Wirtschaftskammer Österreich (WKO) bestellt. Sein Landtagsmandat ging an Matthias Zauner. Zu seinem Nachfolger als ÖVP-Klubobmann wurde Kurt Hackl gewählt.

## Privat
Jochen Danninger ist mit Katharina Danninger verheiratet und Vater zweier Töchter. Seit 1997 ist er Mitglied der katholischen Studentenverbindung K.Ö.St.V. Kürnberg Wien.